# 死水微澜
《死水微澜》是著名作家李劼人的一部长篇小说，成书于1935年7月。

## 內容概要
小说通过对清末四川普通小老百姓生活的描写，展现出1894年到1901年間，即甲午年中日第一次战争后到辛丑条约订立这一段时间市井百姓的一连串故事。内容以成都城外一个小乡镇天回镇和成都为主要背景，将当时各阶层百姓的衣食住行和成都繁荣的工商业展现在读者面前。具体写出当时社会上三种势力——當地教民、袍哥和官府之間的激荡、消长，社会的腐朽。就在这如死水一般的社会当中，国际形势的变化和伴隨基督教而來的西方启蒙思想却让这死水泛起了一点点微澜。小说具有浓郁的地方特色和老成都气息。
与《暴风雨前》、《大波》合称“大河小说三部曲”。

## 改编作品

### 電影
- 1992年上映(香港)、2004(中国大陆)，导演: 凌子风，主要演員有: 许晴、尤勇、赵军、程希、刘亚津。

### 電視劇
- 四川电视台，导演：刘子农，主要演員有：张晓敏、张国立，该电视剧的主要内容则是根据《死水微澜》所写。